# Miomantis paykullii
Miomantis paykullii – gatunek niewielkiego owada z rzędu modliszek. Pospolity w północnej i środkowej Afryce oraz Azji Mniejszej.

## Morfologia
Budowa ciała typowa dla przedstawicieli Mantidae. Trzecia para odnóży krocznych wydłużona, skrzydła u samic sięgające do końca odwłoka, u samców dłuższe. Głowa trójkątna i spłaszczona. Imago osiąga długość około 4 cm (w przypadku samic) lub 3,5 cm (samce). Ubarwienie zróżnicowane, od zielonego po jasnobrązowy.

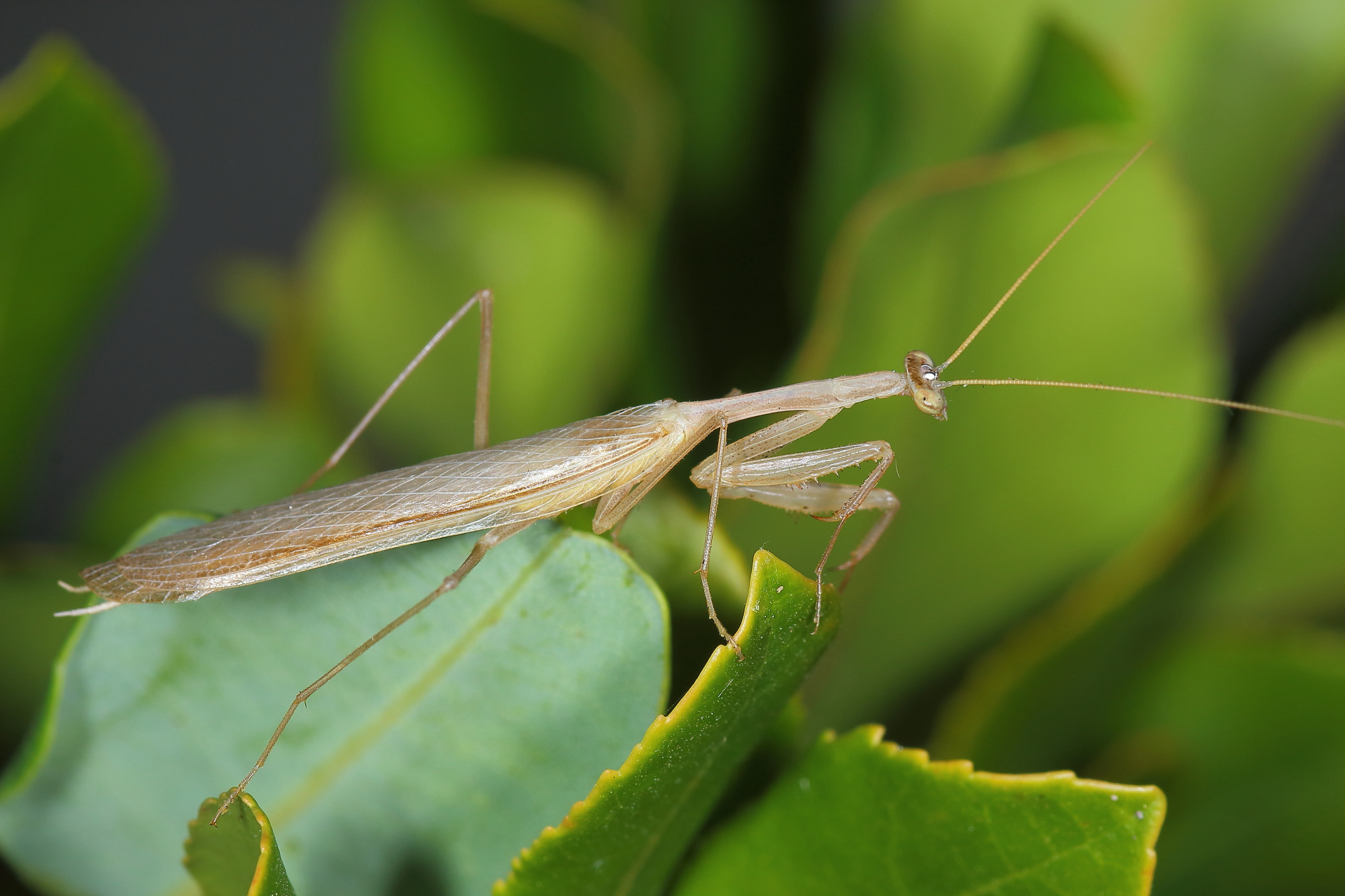
Samiec imago

## Tryb życia
Podobnie jak inne modliszki, Miomantis paykullii jest drapieżnikiem, polującym na mniejsze owady i pajęczaki. Często występuje kanibalizm. 
Gatunek rozmnaża się płciowo. Z ooteki składanej przez samicę wykluwa się do 60 larw.

## Terrarystyka
Owad popularny jako zwierzę domowe ze względu na swoje niewielkie rozmiary i niskie wymagania środowiskowe.